# 1881年至1882年英格蘭足總盃
1881-82球季英格蘭足總盃（英語：1881-82 FA Cup），是第11屆英格蘭足總盃，今屆賽事的冠軍是老伊頓人，他們在決賽以1:0擊敗布力般流浪，奪得冠軍。本屆賽事繼續在橢圓體育場舉行。
在上季決賽飲恨後，老伊頓人成功取得他們第二次足總盃冠軍。

## 外部連結
- 英格蘭足總盃官網Archive-It的存檔，存档日期2012-04-24
- 英格蘭足總盃 歷屆冠軍（页面存档备份，存于）